# شهرستان هیرمند
شهرستان هیرمند یکی از شهرستان‌های استان سیستان و بلوچستان ایران است. مرکز این شهرستان، شهر دوست‌محمد است.
این شهرستان در تاریخ ۳ مرداد ۱۳۸۶ از شهرستان زابل جدا شد و مستقل گردید.
نام پیشین این شهرستان، میانکنگی بود که در تاریخ ۱۰ آذر ۱۳۸۷ به هیرمند تغییرنام پیدا کرد.

## جغرافیا
شهرستان هیرمند از شمال تا جنوب شرقی با مرز افغانستان، از جنوب تا جنوب غربی با شهرستان زابل و از شمال غربی با شهرستان نیمروز همسایه است.
خشکسالی‌های پیاپی و خشک شدن دریاچه هامون همراه با بسته شدن مرز افغانستان و بدی آب و هوا و بادهای گرد و خاک ناشی از خشک شدن هامون و نبود شغل مناسب برای جوانان آسیب بسیارجدی به این شهرستان وارد کرده که به سبب آن بخش قابل توجه باشندگان این شهرستان به دیگر شهرهای کشور کوچ کرده‌اند.
جمعیت شهرستان هیرمند طی مشکلات اخیر نظیر خشکسالی، خشک شدن هامون و انسداد مرز نه تنها افزایش نداشته بلکه در چند سال گذشته روند کاهشی را طی می‌کند.

## تقسیمات کشوری
شهرستان هیرمند شامل ۲ بخش، ۵ دهستان و ۲ شهر به شرح زیر است:

### شهرستان هیرمند
| بخش   | مرکز بخش | جمعیت بخش ۱۳۹۵ | نام دهستان | مرکز دهستان   | جمعیت دهستان ۱۳۹۵ | شهر      | جمعیت شهر ۱۳۹۵ |
| ----- | -------- | -------------- | ---------- | ------------- | ----------------- | -------- | -------------- |
| مرکزی | دوست‌محمد | ۵۰٬۷۸۷ نفر     | دوست‌محمد   | دوست‌محمد      | ۱۶٬۷۴۲ نفر        | دوست‌محمد | ۶٬۶۲۱ نفر      |
| مرکزی | دوست‌محمد | ۵۰٬۷۸۷ نفر     | جهان‌آباد   | جهان‌آباد سفلی | ۱۵٬۰۶۹ نفر        | دوست‌محمد | ۶٬۶۲۱ نفر      |
| مرکزی | دوست‌محمد | ۵۰٬۷۸۷ نفر     | مارگان     | مارگان        | ۱۲٬۳۵۵ نفر        | دوست‌محمد | ۶٬۶۲۱ نفر      |
| قرقری | قرقری    | ۱۳٬۱۹۲ نفر     | قرقری      | قرقری         | ۷٬۴۶۷ نفر         | قرقری    | ۱٬۳۲۹ نفر      |
| قرقری | قرقری    | ۱۳٬۱۹۲ نفر     | اکبرآباد   | اکبرآباد      | ۴٬۳۹۶ نفر         | قرقری    | ۱٬۳۲۹ نفر      |

## جمعیت
بر پایه سرشماری عمومی نفوس و مسکن در سال ۱۳۹۵، جمعیت شهرستان هیرمند برابر با ۶۳٬۹۷۹ نفر بوده‌است.

## پیشینه تاریخی و آداب و رسوم

### پیشینه تاریخی
آثار به جا مانده از دوران کهن در این شهرستان گواه قدمت بسیار زیاد شهرستان هیرمند است ، آتشکده کرکویه از زمان زرتشتیان به جا مانده جز مکان های مقدس مردمان آن دوره بوده است از دیگر آثار تاریخی این شهرستان آسیاب بادی رنده می باشد که جهت مهار کردن انرژی باد واستفاده از انرژی مکانیکی جهت آسیاب گندم بوده است .

### اقوام وآداب ورسوم
به علت بافت سنتی جمعیت شهرستان هیرمند ، هنوز هم آداب ورسوم گذشتگان در میان این مردمان رایج است ، از نحوه پوشش زنان ومردان با لباس بلوچی ، تا سبک معماری خانه ها ، رسوم رایج در مراسم عزا و عروسی همه نشانگر پایبندی مردم منطقه هیرمند به آداب و رسوم قدیمی است .
زبان ومذهب :مردم شهرستان هیرمند را قوم بلوچفارس و اقلیتی از دیگر اقوام مهاجر افغان تشکیل میدهند.
مردم هیرمند به زبان بلوچی و زبان فارسی به گویش سیستانی صحبت میکنند و مذهب اکثریت مردم هیرمند سنی و شیعه دوازده امامی میباشد .

### خوراک
در خصوص خوراکیهای محلی این منطقه می توان چلبک ، قلیفی و تجگی که نوعی از نان های روغنی می باشد واز قدیم الایام مورد استفاده مردم این منطقه بوده نام برد . در بحث غذاهای محلی نیز کشک زرد وقروت (کشک سفید )دو نوع غذای محلی این شهرستان که مورد استقبال همه اهالی شهر وروستا هاست را می توان نام برد.